# Ненад Ракочевић
Ненад Ракочевић (Горња Штитарица, код Мојковца, 1915 – Мрежица, код Билеће, јун 1943) био је учесник Народноослободилачке борбе и народни херој Југославије.

## Биографија
Родио се у селу Горња Штитарица, код Мојковца у сељачкој породици. Отац му је погинуо почетком Првог светског рата 1914. године, а Ненад се родио након тога. Основну школу је завршио у родном месту са одличним успехом. Због лоше материјалне ситуације није могао да настави школовање. Постао је члан КПЈ 1938. године. Учествовао је у свим партијским акцијама у Штитарицама. Нарочито је био активан на изборима 1935. и 1938. године.
Уочи рата налазио се у Колашину у артиљеирјском дивизиону, а капитулацију је дочекао на албанској граници. У устанку 13. јула се истакао у борби код Врлоступа као водник вода у чијем саставу су се налазили борци села Штитарице и Сјерогошта. Од јула до новембра био је командир вода и чете, а до маја 1942. године командант Пољског партизанског одреда који је касније назван „Алекса Ђилас Бећо”. Учествује у ослобађању Колашина и у још неколико борби против окупатора и четника на подручју среза колашинског и бјелопољског. У свим борбама истакао се великом храброшћу. Касније прелази за комесара Комског партизанског одреда.
Одлуком војнополитичког руководства крајем маја 1942. године враћен је на партијски рад у позадину. У септембру 1942. је постао члан Среског комитета КПЈ за Колашин. Приликом продора групе дивизија Врховног штаба у мају 1943. године у Црну Гору, ступа у Четврту пролетерску црногорску бригаду. Његова јединица напушта Црну Гору и учествује у бици на Сутјесци. У борби у селу Мрежице у јуну 1943. тешко је рањен и после неколико дана подлегао је ранама.
Указом Президијума Народне скупштине ФНР Југославије, 20. децембра 1951. године, проглашен је за народног хероја.